# Eiludd Powys
Eiludd Powys (fl. VII secolo) fu un sovrano del Powys degli inizi del VII secolo.
Secondo un'ipotesi, Manwgan ap Selyf salì sul trono nel 613 quando era ancora un ragazzo e ciò portò a un'invasione del Powys da parte di Eluadd ap Glast (alias Eiludd Powys), ex sovrano del  Dogfeiling. L'usurpatore regnò per circa 30 anni, prima di essere ucciso in battaglia contro i northumbriani, forse nella battaglia di Maes Cogwy (Oswestry) nel 642, o forse nel 643. La dinastia del Dogfeiling fu definitivamente spezzata dai Sassoni attorno al 656.